# Boost (bibliotecas de C++)
Boost é uma coleção de bibliotecas que estendem a funcionalidade da linguagem de programação C++. Possui uma licença especial, desenvolvida para ser utilizada em qualquer projeto. Várias bibliotecas presentes na Boost já foram aceitas no TR1 do C++11, sendo que vários dos fundadores da Boost estão no próprio comitê de padronização da linguagem.
Devido à ampla revisão e controle de qualidade, as bibliotecas incluídas possuem grande qualidade, sendo destinadas a uma vasta gama de usuários do C++, em diversos domínios. As possibilidades passam desde bibliotecas gerais como smart_ptr e abstrações do sistema operacional como o filesystem a bibliotecas para usuários avançados como a MPL.
Para garantir eficiência e flexibilidade, o Boost faz uso extensivo de templates, tornando-se uma fonte de pesquisa para o desenvolvimento de programação genérica e metaprogramação em C++. Para utilizá-la, o desenvolvedor deve estar familiarizado com o estilo C++, isto é, a tendência em utilizar o C++ como um linguagem própria ao invés de uma extensão do C.

## Bibliotecas
O Boost fornece bibliotecas nas seguintes áreas:
- Algoritmos
- Auxiliares para compiladores que não seguem o padrão
- Programação concorrente (utilização de threads)
- Containers
- Codificação correta e teste
- Estrutura de dados
- Funções-objeto e programação de alta-ordem
- Programação genérica
- Grafos
- Entrada/Saída de dados
- Suporte inter-linguagem
- Iteradores
- Matemática e sistemas numéricos
- Utilização e gerenciamento de memória
- Análise sintática (através da plataforma Spirit)
- Meta-programação de pré-processadores
- Meta-programação de templates
- Ponteiros inteligentes
- Processamento de cadeias de caracteres

## Exemplos

### Álgebra linear
É incluída uma biblioteca de álgebra linear chamada uBLAS, com suporte BLAS para arranjos e matrizes. Abaixo segue um exemplo de uso:
```
// exemplo mostrando como multiplicar um vetor por uma matriz

#include
 
<boost/numeric/ublas/vector.hpp>

#include
 
<boost/numeric/ublas/matrix.hpp>

#include
 
<boost/numeric/ublas/io.hpp>

 

using
 
namespace
 
boost
::
numeric
::
ublas
;

 

/* "y = Ax" */

int
 
main
 
()

{

 	
vector
<
double
>
 
x
 
(
2
);

 	
x
(
0
)
 
=
 
1
;
 
x
(
1
)
 
=
 
2
;

 

 	
matrix
<
double
>
 
A
(
2
,
2
);

 	
A
(
0
,
0
)
 
=
 
0
;
 
A
(
0
,
1
)
 
=
 
1
;

 	
A
(
1
,
0
)
 
=
 
2
;
 
A
(
1
,
1
)
 
=
 
3
;

 

 	
vector
<
double
>
 
y
 
=
 
prod
(
A
,
 
x
);

 

 	
std
::
cout
 
<<
 
y
 
<<
 
std
::
endl
;

 	
return
 
0
;

}

```

### Geração de números aleatórios
É incluída uma biblioteca para a geração de vários números pseudo-aleatórios. Abaixo segue um exemplo de uso:
```
// exemplo mostrando como obter uma distribuição normal

#include
 
<boost/random.hpp>

#include
 
<ctime>

 

using
 
namespace
 
boost
;

 

double
 
SampleNormal
 
(
double
 
mean
,
 
double
 
sigma
)

{

     
// seleciona o gerador de número aleatório

     
mt19937
 
rng
;

     
// gerador padrão com o número de segundos desde 1970

     
rng
.
seed
(
static_cast
<
unsigned
>
 
(
std
::
time
(
0
)));

 

     
// escolha da distribuição de probabilidade desejada

     
normal_distribution
<
double
>
 
norm_dist
(
mean
,
 
sigma
);

 

     
// relaciona o gerador de número aleatório à distribuição, formando uma função

     
variate_generator
<
mt19937
&
,
 
normal_distribution
<
double
>
 
>
  
normal_sampler
(
rng
,
 
norm_dist
);

 

     
// obtendo um valor da distribuição

     
return
 
normal_sampler
();

}

```

### Multiprocessamento
Segue abaixo exemplo de criação de threads:
```
#include
 
<boost/thread/thread.hpp>

#include
 
<iostream>

using
 
namespace
 
std
;
 

 

void
 
ola_mundo
()

{

   
cout
 
<<
 
"Ola mundo, sou uma thread!"
 
<<
 
endl
;

}

 

int
 
main
(
int
 
argc
,
 
char
*
 
argv
[])

{

   
// inicia uma nova thread que chama a função ola_mundo

   
boost
::
thread
 
minha_thread
(
 
&
ola_mundo
 
);

   
// espera a thread finalizar

   
minha_thread
.
join
();

  

   
return
 
0
;

}

```

## Pessoas associadas ao Boost
Autor de vários livros sobre o C++, Nicolai Josuttis contribuiu com a biblioteca de arranjos do Boost em 2001. Fundadores do grupo ainda ativos na comunidade incluem Beman Dawes e David Abrahams.